# Eficiencia espectral
En telecomunicación, la eficiencia espectral {\displaystyle E} es una medida de lo bien aprovechada que está una determinada banda de frecuencia usada para transmitir datos (bits). Cuando mayor es este valor, mejor aprovechada está dicha banda.
La eficiencia espectral es uno de los muchos parámetros con los que se mide la calidad de una modulación digital.
Otros factores a tener en cuenta son la velocidad de transmisión, la probabilidad de error de bit (BER) y la energía por bit ({\displaystyle {\mbox{Eb}}/N}).

## Definición matemática
{\displaystyle E=R/B} bps/Hz
Donde {\displaystyle R} es la tasa de transmisión en bps (bits/s) y {\displaystyle B} es el ancho de banda utilizado del canal.
Por tanto, la unidad se mide en bps/Hz (bits por segundo/hercio)